# Língua tamambo
Tamambo, ou Malo é uma língua Oceânica por cera de 4 mil pessoas na Malo, Espírito Santo e cercanias em Vanuatu.

## Fonologia

### Consoantes
|            |                | Bilabial | Bilabial | Alveolar | Pós- alveolar | Velar |
| labializad | plana          |          |          | Alveolar | Pós- alveolar | Velar |
| ---------- | -------------- | -------- | -------- | -------- | ------------- | ----- |
| Nasal      | Nasal          | mʷ       | m        | n        |               | ŋ     |
| Plosiva    | Pré nasalizada | ᵐbʷ      | ᵐb       | ⁿd       | ᶮɟ            |       |
| Plosiva    | plana          |          |          | t        |               | k     |
| Fricativa  | Fricativa      | βʷ       | β        | s        |               | x     |
| Vibrantel  | Vibrantel      |          |          | r        |               |       |
| Lateral    | Lateral        |          |          | l        |               |       |

A oclusiva pós-alveolar pré-nasalizada /ᶮɟ/ costuma ser e surda, ou seja, [ᶮtʃ].
Falantes mais jovens geralmente percebem /β/ como [f] inicialmente e [v]medial, enquanto /βʷ/ é frequentemente substituído por [c].
/x/ geralmente é percebido como [x] inicialmente, mas alguns falantes usam [h].medial, pode ser pronunciado como qualquer um dos [x, ɣ, h, ɦ, ɡ.

### Vogais
|         | Anterior | Posterior |
| ------- | -------- | --------- |
| Fechada | i        | u         |
| Medial  | e        | o         |
| Aberta  | a        | a         |

/i u/ tornam-se [j w}}]}} respectivamente quando átonas e antes de outra |. /o/ também pode se tornar [w] para alguns falantes.

## Escrita
Poucos falantes de Tamambo são alfabetizados, e não há ortografia padrão. As convenções de ortografia usadas incluem:
| /ᵐb/  | ⟨b⟩ inicialmente, ⟨mb⟩medial                    |
| /ᵐbʷ/ | ⟨bu⟩ or ⟨bw⟩ inicialmente, ⟨mbu⟩ or ⟨mbw⟩medial |
| /x/   | ⟨c⟩ or ⟨h⟩                                      |
| /ⁿd/  | ⟨d⟩ inicialmente, ⟨nd⟩medial                    |
| /ᶮɟ/  | ⟨j⟩ inicialmente, ⟨nj⟩medial                    |
| /k/   | ⟨k⟩                                             |
| /l/   | ⟨l⟩                                             |
| /m/   | ⟨m⟩                                             |
| /mʷ/  | ⟨mu⟩ or ⟨mw⟩                                    |
| /n/   | ⟨n⟩                                             |
| /ŋ/   | ⟨ng⟩                                            |
| /r/   | ⟨r⟩                                             |
| /s/   | ⟨s⟩                                             |
| /t/   | ⟨t⟩                                             |
| /β/   | ⟨v⟩                                             |
| /βʷ/  | ⟨vu⟩ or ⟨w⟩                                     |

## Amostra de texto
Balosuro ku vuro-ho hina hamba-ku niani o laia-a, ro o lai-a ale a-tete-ro o mate!

Português

(Então) agora eu vou lutar com você com essas minhas asas e você se defende, então você se defende e se não então você está morto!